# Beleggingshypotheek
Een beleggingshypotheek is een hypothecaire lening die is gekoppeld aan beleggingen op effecten (aandelen en dergelijke). Beleggingshypotheken kwamen in 2006 negatief in het nieuws door de woekerpolis-affaire.

## Soorten beleggingshypotheek
Er zijn twee vormen van hypotheken in Nederland die worden aangeduid met de term beleggingshypotheek.

### Lening met beleggingen in een kapitaalverzekering
De eerste is feitelijk een levenhypotheek, waarbij naast de aflosvrije lening een kapitaalverzekering loopt (vaak een gemengde levensverzekering; dekking bij overlijden én bij leven). Daarin wordt gespaard voor een aflossing aan het einde van de looptijd van de lening, meestal 30 jaar. Het spaarvermogen in de verzekering wordt belegd in effecten. Dit gebeurt doorgaans in fondsen van de verzekeraar, zodat de beleggersrol van de geldnemer beperkt is tot het kiezen van de fondsen die de verzekeraar in de verzekering aanbiedt. De bank krijgt een pandrecht op de verzekering. De uitkering van de verzekering wordt na 30 jaar aangewend voor de aflossing van de geldlening. Zoals alle levenconstructies is deze opzet fiscaal gedreven: er wordt niet afgelost op de geldlening, maar gespaard om na 30 jaar in één keer de volledige lening af te lossen. Hierdoor wordt de eigenwoningrenteaftrek maximaal benut (vóór 1 januari 2013). Het vermogen dat in de verzekering is belegd, kan niet worden opgenomen door de geldnemer. Slechts wanneer de verzekering wordt beëindigd komt dit vermogen vrij.

### Lening met verpand effectendepot / belegrekening
De tweede vorm is eveneens een aflosvrije lening, met een daaraan verpand effectendepot. Dit kan een door geldnemer zelf opgebouwde beleggingsportefeuille zijn. Het kan ook een belegrekening zijn waar bij aanvang van de lening een storting op wordt gedaan. Bij het aangaan van de lening wordt naast de hypotheekakte ook een akte van verpanding getekend, waardoor de geldnemer niet zonder meer aan het belegde vermogen kan komen.
Een bijzondere variant van deze vorm van beleggingshypotheek laat wél toe dat het belegde vermogen wordt aangesproken. Men veronderstelt dan dat het rendement van de beleggingen zo goed is dat dit deels (naast sparen voor aflossing) kan worden aangewend voor het betalen van de maandlasten. In de praktijk betekent dit dat de beleggingshorizon voor het belegde vermogen aanzienlijk korter is dan bij de levenvariant (de eerste onttrekkingen voor de maandlast vinden al plaats in de eerste maand na aangaan van de lening), zodat het te verwachten rendement op de beleggingen veel lager uitkomt dan wanneer het geld jaren "op de plank kan liggen". Deze risicovolle wijze van woningfinancieren maakt dat de maandlast van de geldnemer direct afhangt van de beurskoersen.

## Minimaal belegd vermogen, minimumeis bij kredietverstrekking
De geldverstrekker zal eisen stellen aan het minimaal te sparen vermogen. Doorgaans stelt de bank dat er ten minste zoveel gespaard moet worden dat met de uitkering van de verzekering/beleggingen de lening teruggebracht kan worden tot minder dan 75% van de executiewaarde van het onderpand. Dit geldt zowel voor de verzekeringsvariant als voor de losse beleggingsvariant. Voor het bepalen van het vermogen dat nu moet worden gestort om in de toekomst minimaal op een bepaald bedrag uit te komen, zal een veronderstelling moeten worden gedaan over het rendement van de beleggingen. De hoogte van dit rekenrendement is afhankelijk van de regels van de kredietverstrekker. Stichting Waarborgfonds Eigen Woning (NHG) stelt dat dit rendement ten hoogste op 8% mag worden gesteld. Deze norm is door veel geldverstrekkers overgenomen. Een aantal banken hanteert striktere normen, bijvoorbeeld maximaal 6,5% rendement per jaar.

## Fiscaal
Een oude beleggingshypotheek kan nog vallen onder de fiscale overgangsregeling voor aflossing eigenwoningschuld: bij een verzekering onder de Kapitaalverzekering Eigen Woning (KEW), en bij banksparen onder de Beleggingsrekening Eigen Woning (BEW). Daarbij hoeft over het opgebouwde vermogen geen vermogensrendementsheffing te worden betaald. Als de polis uitkeert verliest geldnemer het recht op hypotheekrenteaftrek voor een bedrag gelijk aan de uitkering.
Met de Wet herziening fiscale behandeling eigen woning is voor nieuwe beleggingshypotheken de hypotheekrenteaftrek afgeschaft en worden de beleggingen belast.

## Beleggingsfondsen, stijl, kosten
Beleggingsfondsen hebben een bepaalde stijl van beleggen. Het te verwachten rendement, én het te verwachten risico van een fonds hangen in belangrijke mate van deze stijl af. Daarnaast spelen de kosten van de fondsbeheerder een belangrijke rol. De kosten van dit beheer variëren van circa 1% tot meerdere procenten per jaar. Deze kosten gaan af van het rendement van de beleggingen.

## Kredietcrisis
Tijdens de kredietcrisis is het rendement op de beleggingen sterk gedaald. De rendementen zijn zelfs vaak negatief geworden. Risicovolle beleggingen hebben veel van hun waarde verloren, wat ernstige gevolgen kan hebben voor de betrokkenen. De mogelijkheid bestaat dat er niet voldoende eindkapitaal opgebouwd wordt om de hypotheek af te lossen en dat er een restschuld over blijft.